# Marusenkove, Lebedîn
Marusenkove (în ucraineană Марусенкове) este un sat în comuna Pavlenkove din raionul Lebedîn, regiunea Sumî, Ucraina.

## Demografie
Componența lingvistică a localității Marusenkove
     Ucraineană (100%)
Conform recensământului din 2001, toată populația localității Marusenkove era vorbitoare de ucraineană (100%).